# Minden (Iowa)
Pour les articles homonymes, voir Minden (homonymie).
Minden est une ville du comté de Pottawattamie, en Iowa, aux États-Unis. Elle est incorporée le 6 octobre 1880.

## Source de la traduction
- (en) Cet article est partiellement ou en totalité issu de l’article de Wikipédia en anglais intitulé « Minden, Iowa » (voir la liste des auteurs).